# Zé Nuno Azevedo
José Nuno Freire de Silva Azevedo, meglio noto come Zé Nuno Azevedo (Paranhos, 19 luglio 1969), è un allenatore di calcio ed ex calciatore portoghese, di ruolo difensore, tecnico del Prado.